# Samorost
Samorost é um jogo de aventura e puzzles tcheco desenvolvido pela Amanita Design. O primeiro jogo da série Samorost foi lançado em 2003 no site do estúdio.  Duas sequências foram lançadas, Samorost 2 em 2005 e Samorost 3 em 2016. O jogo foi remasterizado e lançado em 20 de maio de 2021, para Windows e macOS. Também há versões para iOS e Android.

## Jogabilidade
O jogador interage com o mundo por meio de uma interface simples de point-and-click, dirigindo um pequeno humanóide vestido de branco com um boné e botas marrons (chamado simplesmente de "gnomo" pelo desenvolvedor Jakub Dvorsky). O objetivo dos jogos Samorost é resolver uma série de quebra-cabeças. Os quebra-cabeças são interligados sequencialmente formando uma história de aventura. O jogo não contém inventário ou diálogo pois a maioria dos puzzles não necessitam de itens específicos. Resolver um quebra-cabeça transportará imediatamente o personagem do jogador para a próxima tela.
O jogo apresenta cenários surrealistas e orgânicos que misturam conceitos naturais e tecnológicos (muitas vezes apresentando fotografias manipuladas de pequenos objetos feitos para parecerem muito grandes, dado que o personagem também aparenta ser pequeno), designs de personagens criativos e uma atmosfera musical única. As faixas de música estão disponíveis no iTunes.

## Enredo
O jogo começa quando o Gnomo olha pelo telescópio de sua casa. De repente, ele avista um planeta se movendo em direção ao seu planeta natal. Ele vai para sua aeronave Polokonzerva e voa para lá, pousando no planeta e após algumas aventuras encontra uma casa de máquinas do planeta. Ao final, o Gnomo volta para casa enquanto ouvem aplausos.

## Desenvolvimento

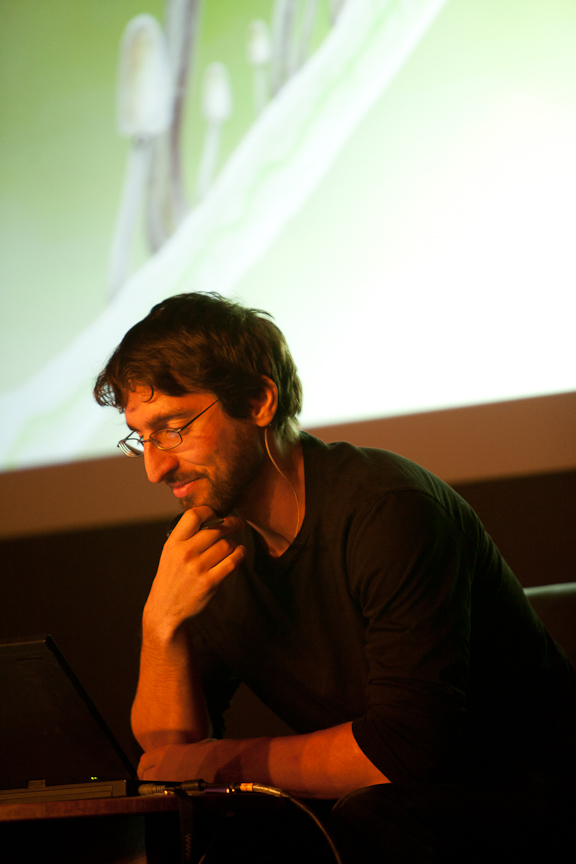
Jakub Dvorský, criador de Samorost.

Samorost foi criado por Jakub Dvorský enquanto era estudante na Academia de Artes, Arquitetura e Design de Praga, no departamento de Design Gráfico e Comunicação Visual em 2003. Embora seja bastante curto e simples no que tange à jogabilidade, seus gráficos surreais e trilha sonora memorável o fizeram se destacar. O objetivo do jogo é evitar uma colisão entre o planeta natal do Gnomo e uma grande nave espacial que se aproxima.

### Etimologia
"Samorost" é uma palavra tcheca usada para descrever objetos esculpidos em madeira descartada (raízes, troncos, galhos, etc.), geralmente para fins decorativos. O protagonista do jogo vive em um asteróide que se assemelha a esse objeto. Outro significado de 'samorost' é "auto-suficiente". A palavra é composta pelas partes samo- ("si, auto-") e rost (forma de růst, "crescer"). Isso também poderia ser traduzido como “vagabundo”, “individualista” ou “andarilho”, especialmente levando em conta que o Gnomo aparenta ser um habitante solitário em seu Planeta Natal.

### Trilha sonora
A trilha sonora do videogame Samorost foi "selecionada pelo fundador da Amanita Design, Jakub Dvorský, de várias fontes".  Inicialmente, não havia sido lançada oficialmente em nenhum formato; no entanto, foi retirada do jogo por um fã e posta na internet. 
O compositor Tomáš Dvořák, ou Floex, fez a música para a remasterização de 2021.